# Ыгыатта (альбом)
«Ыгыатта́» — двенадцатый номерной студийный альбом рок-группы «Облачный край». Увидел свет в 2011 году.
Последний альбом в истории группы и единственный записанный на цифровую аппаратуру.

## Об альбоме
В начале 2004 года Сергей Богаев стал использовать для звукозаписи цифровую аппаратуру вместо аналоговой. Тогда же была записана первая композиция «Ария варяжских гостей» — протест Богаева против активности западных протестантских проповедников.
Работу с синтезаторами взял на себя давний друг Богаева Алексей Вишня. Часть барабанных партий исполнил Евгений Губерман, также давний партнёр «Облачного края», поскольку Богаев остался недоволен качеством собственной игры на ударных.
Среди прочих композиций альбома — «Штык, браунинг, бомба», записанная для трибьюта Владимира Маяковского.
Запись проходила на студии «АнТроп» и была завершена в 2010 году. Издание осуществил лейбл «Бомба-Питер» год спустя. Дизайнером издания вновь стал Алексей Булыгин, работавший с группой ещё в «архангельский» период.
Рассказывая об альбоме, Андрей Тропилло упоминает «риффовую» структуру текстов, изобилующую многократными повторениями отдельных фраз, как новаторский приём стихотворчества Богаева. Наиболее интересной композицией Тропилло называет заглавную, отмечая выигрышное использование приёмов понижения звука инструментов (в особенности бас-барабана) при записи.

## Список композиций
1. Ария варяжских гостей (4:42)
2. Живой (5:39)
3. Анатомия гнева (5:20)
4. Контрольный мазок (3:28)
5. Оборотни в рясах (4:35)
6. Ревность (3:54)
7. День, когда запил Рекшан (1:36)
8. Города, где так много воды (3:07)
9. Штык, браунинг, бомба (4:00)
10. Пролетая над Чуйской долиной (6:29)
11. Добрые люди (4:26)
12. Мечтатель (3:53)
13. Ыгыатта (6:17)
14. За всё в ответе (bonus track) (0:26)

Автор всех композиций — Сергей Богаев, кроме:
- «Штык, браунинг, бомба» — слова Владимира Маяковского (фрагмент поэмы «150 000 000»).

## Участники записи
- Сергей Богаев — вокал, гитары, бас, ударные
- Алексей Вишня — программирование, клавишные
- Евгений Губерман — ударные (1, 5, 7-10, 13)
- Егор Антонюк — балалайка
- Владимир Носырев — клавишные
- Наталья Тарасенко — флейта
- Максим Жупиков — скрипка
- Михаил Квоков — саксофон (3,10)
- Михаил Костюшкин — саксофон (11,13)
- Андрей Табаков — бэк-вокал
- Александр Ошлаков — бэк-вокал (9)
- Павел Крижевских — фортепиано (6)[1]